# Гоннаріо II (юдик Торресу)
Гоннаріо II (італ. Gonnario II; 1113/1114 — 1182/1190) — юдик (володар) Торреського юдикатів в 1128—1154 роках.

## Життєпис
Походив з династії Лакон-Гунале. Син Костянтина I, юдика Торресу, та Маркузи (Марії) ді Оррубу. Народився 1113 або 1114 року. Здобув домашню освіту в палаці батька.
Після смерті батька близько 1128 року оголошений новим володарем. Але про нього повстав впливовий рід Афенів, що висунув свого претендента — Сальтаро, який був популярний як військовий очільник та одружений з представницею роду Афен. В свою чергу регент Іттокоре Гамбелла відвіз молодого юдика до порту Торресу, де розташовувався загін пізанців. Звідси його відправили до Пізи. Гоннаріо II мешкав у будинку впливового громадянина Уго да Парласіо Ебріако, на доньці якого згодом оженився.
В юдикаті влада фактично поділилася між регентом і родом Афенів. Перший контролював узбережжя, а другі — столицю Арадару. Влітку 1130 року на чолі 4 пізанських галер, які вів Уго да Парласіо Ебріако, Гоннаріо II висадився на Сардинії. Рада знаті (Корона де Логу) підтвердила його як юдика. Невдовзі було переможено Афенів та відвойвано Ардару. Увесь рід Афен було знищено. За цим наказав звести фортецю Гочеано для захисту від нападів з боку Арбореї. Це було зроблено за допомоги пізанців. Останнім було надано привілеї в торгівлі шкірою, зерном, коралами та тканинами.
Разом з тим у війну втрутилися генуезці, що ще раніше почали війну проти Пізи з приводу контролю за Корсикою. 1131 року поти Гоннаріо II виступив Коміта II, юдик Арбореї, союзник Генуї. В свою чергу 6 березня 1131 року приніс омаж Руджеро, архієпископу Пізанському, папському легату Сардинії. Також надав кошти та привілеї Пізанському собору.
Втім Гоннаріо II не зміг суттєво допомогти пізанцям у боротьбі проти генуезців, внаслідок чого 1133 року за рішенням папи римського Інокентія II північна Корсика підпадала під владу архієпископа Генуї, південну Корсику отримала Піза, а Сардинію було поділено між Пізанською і Генуезькою архієпархіями. У 1135 році новий архієпископ Пізи Уберто затвердив Торреський юдикат як основу папського легатства на Сардинії.
У 1144 році почав війну проти Арбореї. 1145 року проти Коміти II Арборейського виступило пізанське військо під приводом виконання інтердикту, накладеного архієпископом Балдуїном Пізанським. Було оголошено про приєднання Арборейського юдикату до Торреського. Втім через спротив нового юдика Баризона II втілити в життя це рішення Гоннаріо II не вдалося.
1147 року замирився з Арбореєю. Невдовзі приєднався до учасників Другого хрестового походу. На зворотному шляху 1149 року в монастирі Монте-Кассіно зустрів Бернарда Клервоського, з яким раніше почав листування. Вони заснували цистерціанське абатство Кабуаббас ді Сіндія, куди прибуло 150 ченців. Потім юдик здійснив прощу до гробниці Св. Мартина в Турі. Згодом підтримував ордени цистерціанців та бенедиктинців, що сприяло надходженню до юдикату нових технік та знань, які сприяли економічному піднесенню держави.
У 1054 році під впливом Бернарда Клервоського зрікся трону на користь сина Баризона. Після цього став ченцем в Клервоському монастиря. Остання письмова згадка про нього відноситься до 1082 року. Ймовірно помер до 1090 року. Зарахований до блаженних ордена цистерціанців (beatus Gumarus), і його літургійна пам'ять припадає на 19 липня.

## Родина
Дружина — Марія, донька Уго да Парласіо Ебріако.
Діти:
- Баризон (д/н—1191), юдик Торресу
- П'єтро (д/н — після 1188), юдтк Кальярі
- Іттокор, куратор Планарії
- Коміта, куратор Англони